# ドゥラーク

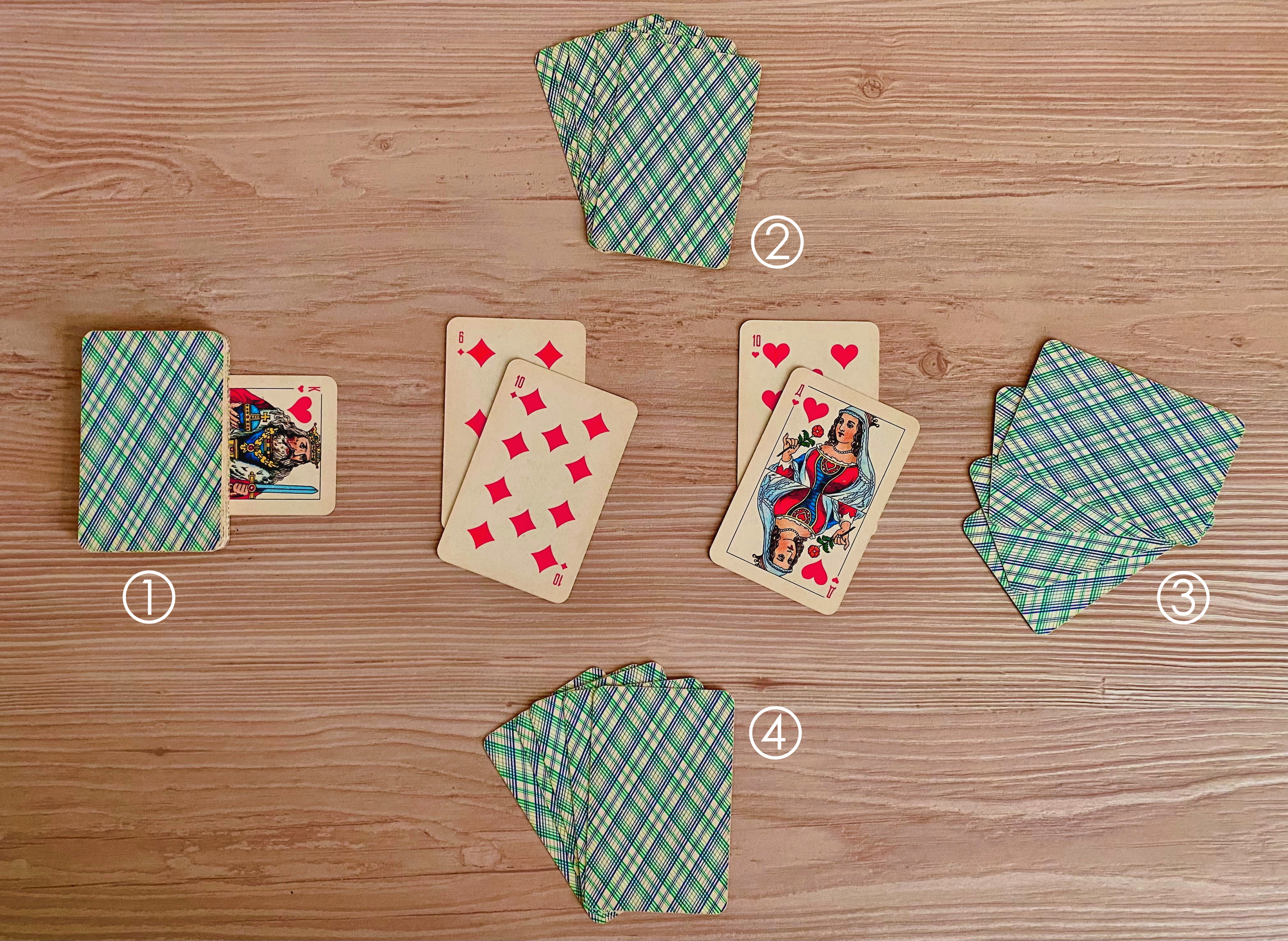
3人のポドキドノイ(飛び込み、投げ込み)ドゥラーク.
1 – deck, 2 – first attacker, 3 – defender, 4 – next attacker

ドゥラーク（ロシア語: дурак, ラテン文字転写: durak）は、 トランプゲームの一つである。旧ソ連地域でよく遊ばれている。ゲームの目的は、手持ちの札を全てなくすことである。ゲーム終了時、手札を最後まで持っていたものが「ばか（ドゥラーク）」となる。durak を英語風に読んでデュラックとも呼ばれる。

## 概要と歴史
ドゥラークは、ロシアとスカンジナビアを中心に分布する「やっつけゲーム
(beating games)」に分類される。このグループに属するゲームは、相手が出したカードを負かす手札を出すか、そのようなカードを出せないか出したくない場合は、出されたカードを拾うというルールを特徴とし、多くの場合、手札を早くなくすことを目的とする。
ドゥラークは、19 世紀初頭に出現し、当初は平民の間に流行し、上流階級には遊ばれなかったが、現在では、ロシアで最も盛んなトランプゲームの1つである。

## ルール

### デッキとプレーヤー
各スートA (ロシアのトランプではТ、以下同様)、K (К)、Q (Д)、J (В)、10～6の36枚のデッキを使う。2人から6人までの人数で遊べるが、2人から4人が普通である。カードは、上から順に、A、K、Q、J、10、9、8、7、6 で、切り札は、切り札以外のカードより上である。

### カードの配り方
カードをシャッフルして配るプレーヤーは、最初は1枚ずつカードを引き一番下のカードを引いた人、以後は直前の敗者である。
カードを配るプレーヤーは、カードをシャッフルしてから、各プレイヤーに手札を6枚ずつ配る。次のカードを表向きにして机上に置き、残りのカードは、表向きのカードのランクとスートが見えるように、直角に交わるように伏せてのせる。表向きのカードのスートが切り札である。また、このカードは山札の最後の1枚であり、ゲームにも使用する。6人の場合、山札が残らないので、カードを配る人は、最後に配るカードを全員に見せてから、自分の手札に加え、このカードのスートを切り札にする。
切り札を示すカードが A の場合、配り直しとする人もいる。手札を配り終わったとき、1人の手札に5枚以上同じスートの手札があったら、配り直しとする人もいる。手札を配り終わった際、誰かの手札6枚全て、もしくは6枚中5枚のカードが単色（赤、もしくは黒）のスートで占められていた場合、カードを配り直しとする人もいる。

### 攻撃
最初の攻める(露: ходить、リードする)プレーヤーの決め方は、一番下の切り札を持つ人、
1手目は一番下の切り札を持つ人、2手目以降は配り手の左隣、2手目以降は、配り手の左隣か右隣か事前に決めるなどがある。
攻め手の左隣が守る(露: отбить、退ける、撃退する)プレーヤーとなる。ゲームは時計回りに進む。
攻め手はカードを1枚表向きに出す。このカードが攻撃カードとなる。同じランクのカードなら何枚でも攻撃カードとして出してもよいとする人もいる。

### 防御
守り手は、攻撃カード1枚に対して、それに勝つ防御カード1枚を自分の手札から出す。勝つカードとは、攻撃カードが切り札でない場合、同じスートのさらに上位のカードか切り札のどちらか、攻撃カードが切り札の場合、より上位の切り札である。防御カードは、攻撃カードが見えるように攻撃カードの上に乗せる。
守り手が攻撃カードに勝てないか、勝ちたくない場合は、守り手は攻め手が出したものを含め、場に出ているカードを全て引き取って手札に加える。この時点で、このターンの防御は失敗で終了する。守り手はターン中いつでも防御を放棄でき、その時点でターンは終了する。守り手が防御に失敗した場合、次の攻め手は、守り手の左隣のプレイヤーになる。
守り手が全ての攻撃カードに勝ち、他のプレイヤーがこれ以上攻められないか、攻めたくない場合、このターンの防御は成功で終了する。ターンが終わったら、ターンで場に出された攻撃、防御のカードを全て捨て札としてゲームから取り除き、守り手が次の攻め手となる。捨て札は伏せて置き、どの時点でも、捨て札の山を確認してはいけない。

### 攻撃の追加(飛び込み)
最も盛んなポドキドノイ (подкидной、飛び込み)というバリエーションでは、すべての攻撃カードに守り手が防御カードを出すたびに、攻め手や第三者は攻撃カードを追加(露: подкидать、投げ込む、飛び込む)できる。追加の攻撃カードは、それまでの攻撃カードの横に1枚ずつ並べて置く。追加の攻撃カードは、攻撃側または守り手が場に出したカードとランクが同じでなければならない。最初の攻撃と追加を合計した攻撃カードは、6枚まで、または、防御開始前の守り手の手札の枚数のうち、少ない方を上限とする。守り手は、追加の攻撃カードにもすべて勝たなければならない。攻撃の追加は、常に攻め手から始めて、時計回り順に、前の人が追加を終えたら次の人の番にする人も、順番は設定しないが、攻め手が追加しないと、他の人は追加できないとする人も、順番はないが常に攻め手に優先権を与える人も、順番も優先権も設定しない人もいる。
手の最初の攻撃では、攻撃の枚数を5枚までに制限する人がいる。多人数の個人戦では、守り手の両隣以外の攻撃を禁じる人がいる。守り手が防御を断念したとき、上限まで攻撃カードが出ていなければ、攻撃カードを追加してよいとする人がいる。

### ターンの終わり
防御が成功しても失敗しても、ターンの終わりには以下のように手札を補充する。このターンの攻め手は、山札からカードを引いて手札を6枚にする。ついで、時計回りに、手札が6枚に満たない者は、山札を引いて手札を6枚にする。山札がなくなったら、手札を補充しないでプレイする。山札の最後のカードは切り札定義カードであるので、カードを引く順番は重要である。

### 勝者と敗者
このゲームには勝者はなく、敗者だけがいる。ターンが終わったときに、手札に最後までカードが残っていた者が負けであり、「ばか (ドゥラーク)」と呼ばれる。

### 引き分け
攻め手が最後の手札で攻撃し、守り手が最後の手札で守り、手札も山札もなくなったら、敗者の判定はターンの終わりに行うので、引き分け(ничья)とする。引き分けを認めないなら、この場合、守り手の負けとする。引き分けの次の手は、前の「ばか (ドゥラーク)」が引き続きカードを配る。

### "肩章を付ける"
残り2人のとき、切り札でない6が1枚だけ、あるいは複数の6だけの手札で攻撃して相手を負かしたら、「肩章を付ける (повесить погоны)」という。これは、単なる負けより悪い負け方とされる。

### チーム戦
4人(2対2)もしくは6人(2対2対2か3対3)の場合、チーム戦が可能である。チームメンバーは向かい合わせ(チームが2人構成の場合)もしくは互い違い(チームが3人構成の場合)に席につく。チームのメンバーは、チームメイトに攻撃も防御もできないが、敵チームが不利になるように協力して戦う。個人ではなく、最後まで手札をなくせなかったチームが負けである。

## バリエーション
このゲームには、多くのバリエーションが存在する。また、アルメニア式と2度目のチャンスとポーカーのように、ルールのバリエーションを複数組み合わせることもある。

### 主なバリエーション
- プロストイ(простой、単純な)
ポドキドノイ(飛び込み)を含むすべてのバリエーションの原型である。手札と山札の配り方はポドキドノイ(飛び込み)と同じ。1枚か同じランクのカード2枚を攻撃カードとして出せる。ただし、守り手の手札の枚数より多い攻撃カードは出せない。攻め手も第三者も、攻撃カードを追加できない。防御に失敗したときも、防御カードと防御カードが出された攻撃カードを、捨て札としてゲームから取り除く人がいる。[9]
攻撃カードに、同じランクの3枚組、4枚組も認める人がいる。
手札を5枚とし、攻撃カードに、1枚、ペアともう1枚の計3枚、ペア2組ともう1枚の計5枚を認め、防御失敗時に、部分的に守られた攻守のカードを捨て札として取り除く人がいる。[10]
- ペレヴォドノイ (переводной、転送、受け流し)
ポドキドノイ(飛び込み)と並んで盛んなバリエーションである。[8]守り手は、守るか、左隣のプレイヤーに攻撃を受け流すか選ぶ。守り手が受け流せるのは、攻撃カードとランクが同じ手札がある場合だけである。攻撃を受け流す場合、このカードを攻撃カードの隣に置いて、左隣にまわす。攻撃を受け流したプレイヤーは攻め手となる。新しい攻め手の左隣のプレイヤーは、新しい守り手として、出ている全てのカードに勝つ必要がある。新しい守り手となるプレーヤーの手札が、守らなければならない枚数より少ない場合、受け流しできない。4人以下で遊ぶ場合、全員が攻撃を受け流せるので、最初の攻め手が最終的に自分の攻撃に勝たなければならないことになる可能性がある。[11][12]
例えば、クラブの7を出された守り手は、別のスートの7(例えばハートの7)を出せば、次のプレイヤーに攻撃を転送できるが、転送されたプレイヤーもまた別の7を出せば、3枚の7を次のプレイヤーに転送できる。
追加の攻撃カードに対して出すカードでも転送を認めることがある。[13]転送された守り手は、転送を起こしたカードにだけ勝てばよいとすることがある。
「待った(с отказом)」を認める場合、残り2人で、攻め手が最後の1枚の手札を出したとき、その相手は、攻め手に手札がないにもかかわらず、転送できる。[14]
「通過(проездной)」を認める場合、転送のために出すカードが同じランクの切り札なら、カードを出さずに見せるだけで転送できる。ゲーム中、同じカードに対しては1度しか"通過"できない。2度目は出さなければならない。

### 競技ルール
- ロシア選手権のルール(подкидная игра)
1997年に行われたロシア選手権のプロ・アマ統一戦が採用したルールは、次のとおりである。プレーヤーは2人。第1手で先に攻め手となるプレーヤーは、カードを1枚ずつ引いて決める。ポドキドノイ(飛び込み)ドゥラークで、通常のルールとの違いは、6がない32枚のデッキを使用することと、引き分けは認めないことである。相手を負かすか、投了させると1点を得、15点を先に得たプレーヤーの勝ちとする。カードの扱いに関する罰則規定を不要にするため、カードは、プレーヤーでなく専門のディーラーが配る。また、バックギャモンのダブリングキューブと同一のダブルのシステムを使用する。ダブル権を持つプレーヤーは、任意の時点で、相手にダブル権を渡し、手の点を倍にしてゲームを続行するか、投了するか迫れる。手の開始時点では、2人ともダブルを使える。[15][16][17]

### カードの上下関係
- 日本式 (японский) あるいはスペードにはスペードを (пики пиками)
スペードを特殊なスートとする。スペードの攻撃にはスペードでしか勝てない。切り札でもスペードの攻撃に勝てない。スペードも切り札の攻撃に勝てない。また、スペードは切り札になれない。切り札表示がスペードの場合、切り札なしでゲームを行う。ダイヤを常に切り札にすることがある。[18]

- 切り札なし、ノートランプ (бескозырный)
切り札無しでゲームを行う。[19]

- 2種の切り札 (двухкозырной)
プレーヤーごとに、自分専用の切り札のスートを決めておく。攻め手が攻め手の切り札で攻めても、守り手にとっては切り札としての力を持たない。ただし、攻め手が攻め手にとっての切り札で攻めたら、守り手は守り手の切り札で守らなければならないとする人がいる。

- スートなし (безмастный)
切り札以外は、スートの違いを区別しない。切り札以外の場合、スートに関係なく、ランクが上のカードは、ランクが下のカードによる攻撃に勝てる。

- ロワイヤル (королевский)
6による攻撃は、A以外では勝てない。切札のAは，どの6の攻撃にでも勝てる。[20]また、Aによる攻撃には、6か切札でしか勝てないとすることがある。

- 隠し切り札 (потайной)
別のカード(直接は見えない)カードを切り札表示札の下に置いておき、切り札表示札が取られた時にそのカードを公開し、今までの切り札に代えてその札のスートを新しい切り札とする。[21][要説明]

- 変わる切札 (козырной)
防御が成功したとき、最後に出した守りのカードと切り札表示を交換してから、出されたカードを捨て札として取り除く。切り札は、新しい切り札表示のスートに変わる。[22]

### 手札
- 配りきり (дорожный)
デッキのカードをすべて手札として配りきり、山札は作らない。最後の1枚は配るときに全員に見せ、そのスートを切り札とする。[23]

- 山積み (наваленный)
1枚ずつ3枚の手札を各人に配り、次のカードを切り札表示として表向きにし、その上に山札をのせる。攻め手は、攻撃カードを1枚出す。守り手が防御カードを1枚出せば防御は成功で、守り手は次の攻め手になる。このとき、攻撃、防御のカードは捨て札として取り除かずに、場においておく。守り手が、守れないか、守りたくなければ、場にあるカードをすべて取る。この場合、次の攻め手は、カードを取った人の左隣である。山札があるうちは、手札が2枚以下になったプレーヤーは、攻め手から順に、時計回りに、手札が3枚になるまで、山札をもらう。防御が失敗したとき、すべてのカードを取るのでなく、勝てなかった攻撃カードが切り札なら最後に出た5枚、そうでなければ最後に出た3枚を取るとする人がいる。[24]
この名称で、配り切りと同一のルールを指すこともある。[25]

- スート合わせ (наборный)
始めは、手札はない。山札の一番上のカードを表向きにして机上に置き場札にする。最初のプレーヤーから順に，山札がなくなるまで，以下の手順を続ける。山札の先頭のカードを1枚めくる。このカードが場札のどれか1枚と同じスートでランクが上なら、このカードとその場札の2枚を手札にし、山札の次のカードをめくって場札として置く。そうでなければ、めくったカードを表向きにして場札として置く。めくったカードが、複数の場札を取れるときは、取れる場札のうち、どの1枚を取ってもよい。山札の最後のカードの印が切り札になる。また、このカードは、すべての場札を取る。この後は、ポドキドノイ(飛び込み)かペレヴォドノイ(転送)のルールで遊ぶ。[26]

- 空っぽ(пустой)
手札がなくなったときだけ、山札から手札を補充できる。2人以上が同じターンに手札を使いきったら、攻め手を最優先として、時計回り順に補充する。[27]

- マガダン式(магаданский)
6枚の手札を1枚は手に、他の5枚は、プレーヤーの目の前に伏せて配る。伏せた手札はゲームに使えない。防御カードを1枚出すと、伏せた手札のうち好きな1枚を手札に加えられる。手札の補充では、伏せてある手札も手札の枚数に含める。山札がなくなったら、全員が、伏せた手札を手札に加える。[28]

- 交換(круговой)
ターン(と補充)が終わったら、全員が自分の手札全部を左隣のプレーヤーに渡して交換する。[29]

- ダミー付き(с болваном)
存在しないプレーヤーであるダミーを1人設け、ダミーにも6枚手札を配る。最初の攻め手がダミーの手札を操作する。ダミーは飛び込みしかできず、攻撃と防御は行わないか、ダミーに攻撃と防御も認めるか、事前に決める。[30]

- 等差数列(с арифметической прогрессией)
手札を1人1枚ずつ配る。第1ターンが終わったら、手札が2枚になるまで補充する。第2ターンのあとは3枚、第3ターンのあとは4枚と、山札がなくなるまで6枚を上限にしないで補充する。[31]

- 裏向き (оборотный)
全員が、手札の背を自分に向け、自分は手札が見えず、相手は見えるように持つ。守りか飛び込みで間違ったカードを出したら、出ているすべての攻守のカードを取って手札にする。この場合、カードを取った人の左隣が次の攻め手である。[32]

### 山札
- アルバニア式 (албанский) またはアルメニア式 (армянский)
攻め手は、攻撃カードを出すとき、手札の代わりに山札の一番上をめくって出してもよい。[33]
カードをA4枚、K4枚、Q4枚…と並べなおしてから、シャッフルして配ることをアルバニア式と呼ぶ人もいる。[34]

- 2度目のチャンス(вторая попытка)
防御カードを出せないとき、山札を1枚めくって、それで守れるなら防御カードとして出し、そうでなければ手札に加える。山札をめくらずに、場に出されたカードをとってもよい。

- チュクチ式 (чукотский)
手札を配り終えたら、切り札表示カードを含む山札を捨て札として取り除く。[35]

- ポーカー (покерный)
手札が6枚以下のとき、守り始める前に手札を2枚捨て、山札から2枚引ける。[36]

- 捨て札(отбойный)
防御が成功したとき、2回に1回は、場に出たカードを捨て札にする代わりに、山札に戻す。[37]

- 見えない切り札 (невидимый)
ゲームに参加しない配り手が、手札を配ったあと、切り札表示カードを配らないで、山札の底のカードを見て、そのスートを切り札として告げる。[38]

### 攻守のルール
- 受け流し選択 (原語不詳)
ゲームの開始前に、ペレヴォドノイ (転送、受け流し) のルールを使うかどうか選択する。

- バルチック (прибалтийский)
守りのカードを出すとき、同じランクの手札が別にあれば、一緒に出せる。こうすると、攻守が入れ替わる。もとの攻め手は、もとの守り手が一緒に出したカードすべてに対して、守りのカードを出さなければならない。

- まわる (дорожный, круговой)
デッキのカードをすべて手札として配りきり、山札を作らない。最後に配るカードは、全員に見せてから，配り手の手札に入れる。このカードのスートが切り札である。配り手の左隣から順に、時計回りに、出されている一番上のカードに勝つ手札を1枚その上に出すか、出されている一番下のカードを1枚取って手札に加える。カードが1枚も出ていないときは、好きな手札を出せる。ゲームに残っているプレーヤーの人数と同じ枚数のカードが出たら、捨て札として出ているカードを取り除き、最後にカードを出した人が次にカードを出す。出されているカードが取られてなくなったら、最後にカードを取った人の左隣が次にカードを出す。[39]

- 中国式 (китайский)
切り札表示はなく、スペードが常に切り札である。クラブの攻撃にはクラブでしか勝てない。攻め手は、好きな手札を1枚表向きにして出す。その左隣のプレーヤーから順に、時計回りに、表向きのカードの山の一番上のカードに勝つ手札を1枚、それまでの一番上のカードの上に表向きにして出す。こうして出されたカードが5枚になったら、捨て札としてゲームから除く。この場合、最後に手札を出したプレーヤーが、次の攻め手である。手札を出せないか、出したくなければ、一番下の表向きのカードを手に入れ、他のカードは捨て札としてゲームから除く。この場合、カードを取った人の左隣が次の攻め手である。[40]
山札を残さずにすべてのカードを手札として配りきる人もいる。ランクの上下で10をKより上、Aより下とする人もいる。ゲームに残っているプレーヤーの人数と同じ枚数のカードが出たら、カードをゲームから除く人もいる。

- チュホンスキー (чухонский)
デッキのカードをすべて、なるべく全員の手札が同じ枚数になるように、手札として配りきり、山札を作らない。切札はない。1手目は配り手の左隣から、2手目以後は、配り手の左隣か右隣のどちらかから順に、時計回りに、出されている一番上のカードに勝つ手札を1枚その上に出す。何も出ていないときは、好きな手札を出せる。Aが出たら、出されたカードをすべて捨て札として取り除き、Aを出した人が、次に手札を出す。出せる手札がないか、出したくない場合、出ている一番上のカードを1枚取って手札に加え、残りを捨て札として取り除き、カードを取った人の左隣が、次に手札を出す。[41]

- お人よし(добрый)
守り手が守りきれずにカードを取ったときも、順番を飛ばされずに次の攻め手になれる。

- 弱気(занудный)
追加でない攻撃カードには、ランクが一番高い手札を出さなければならない。[42]

- トリョーシカ(трешка)
追加でない攻撃カードには、好きな手札を3枚出す。攻め手の手札が2枚以下の場合、手札をすべて出す。[43]

### 飛び込み
- 雪崩(до завала)
ポドキドノイ(飛び込み)またはペレヴォドノイ(転送)で、6枚を上限とせず、守り手の手札の枚数まで攻撃カードを追加できる。[44]

- アメリカ式(американский)
攻め手と第三者が攻撃カードを追加できないとき、守り手は、自分で攻撃カードを追加し、それに勝つ防御カードを出せる。[45]

- ずるい(хитрый)
守り手が勝てなかった攻撃カードを出した人は、自分の手札でそのカードに勝って、手札を減らし、守り手が取るカードを増やせる。この防御カードに対しては、飛び込みはできない。

- 厚かましい(наглый)
「ずるい」のルールに加えて、ターン内で初めて飛び込むときは、自分で追加した攻撃カードに勝つ防御カードを自分で出す。この防御カードには、飛び込みはできない。

- ランクでもスートでも (парномастный)
ランクが同じカードだけでなく、スートが同じカードでも飛び込める。[46]

### チーム戦
- 2対2
4人用のルールである。チームメイトは向かい合わせに座り、通常通りプレイを行う。通常のチーム戦と同じように、パートナーを攻められない。しかし、普通のチーム戦と異なり、1人が上がったら、個人戦に変える。

### 敗者の決め方
- 点数(очковый)
防御カードを出した枚数が一番少ないプレーヤーを負けとする。[47]

- 絵札(фигурный)
A，K，Q，J，10に対して出した防御カードの枚数が一番少ないプレーヤーを負けとする。[48]

- 肩章 (погонный)
攻め札か飛び込みで同じランクのカード2枚を同時に出した回数が一番少ない人を負けとする。[49]

### デッキ
- 36枚のデッキを複数使う
36枚のデッキで手札が6枚だと、7人以上では遊べず、6人でも無理があるので、いくつかのバリエーションでは36枚のデッキを複数使うことがある。[50]
- 52枚のデッキを使う
非常にまれではあるが[4]、ロシアでは一般的でない英米式の52枚のデッキを使うこともある。一番下のランクは2となる。
  - 1枚ジョーカー(одноджокерный)
52枚のデッキとジョーカー1枚を使用する。ジョーカーはどのカードの攻撃にも勝てる。
  - 2枚ジョーカー(двухджокерный)
52枚のデッキとジョーカー2枚を使用する。切札が赤ければ、赤ジョーカーはすべての攻撃に勝ち、黒ジョーカーは、黒のスートの攻撃にしか勝てない。切札が黒ければ、黒ジョーカーはすべての攻撃に勝ち、赤ジョーカーは、赤のスートの攻撃にしか勝てない。切札表示がジョーカーなら、同じ色のスートがすべて切札となる。ジョーカーは、ジョーカーと同じ色のカードまたは切札の攻撃にしか勝てないとすることもある。
  - ノヴォシビルスク式2枚ジョーカー(двухджокерный новосибирский)
52枚のデッキとジョーカー2枚を使用する。ジョーカーは、切札のAを含むAの攻撃に勝つが、それ以外の攻撃には勝てない。Aとジョーカー以外のカードは、ジョーカーの攻撃に勝つ。切札がないときは、ジョーカーは他のどのカードの攻撃にも勝ち、Aとジョーカー以外はジョーカーの攻撃に勝つ。
  - フェアリー(волшебный)
52枚のデッキとジョーカー2枚を使用する。プレーヤーは2人。黒ジョーカーを追加でない攻撃で出した人は、相手に好きな手札を2枚渡す。赤ジョーカーを追加でない攻撃で出された防御者は、相手に好きな手札2枚を渡す。ジョーカーはどのカードの攻撃にも勝ち、ジョーカーの攻撃には、どのカードでも勝てる。ジョーカーの攻撃をジョーカーで転送したら、転送した人は、相手に好きな手札を5枚渡す。渡せるだけの枚数の手札がなければ、山札を引いて渡す。渡す山札がなく、手札もないときは、このジョーカーの能力は封印される。事前に、ジョーカーを封印する5枚のカードの組み合わせ(例えばフルハウス)を決めてもよい。
  - エストニア式(эстонский)
52枚のデッキとジョーカー2枚を使用する。ペレヴォドノイ(転送)で、飛び込みのカードに対しても転送できる。転送が起きた場合、転送を起こしたカードだけ守ればよい。追加でない攻撃カードとして同じランクの2～4枚組みを出すときは、1枚ずつでなく、まとめて出さなければならない。ジョーカーは2と3以外のあらゆるカードの攻撃に勝ち、ジョーカーによる攻撃には、2と3以外のあらゆるカードで勝てる。
  - 都式(столичный)
エストニア式に、メガ、スーパージョーカー、首相、緑ジョーカーなどと呼ばれるカードを1枚加える。スーパージョーカーは4以外のすべての攻撃に勝ち、4は、スーパージョーカーによる攻撃に勝つ。
  - ワイルド(дикий)
52枚のデッキとジョーカー2枚とワイルドカード4枚を使用する。ワイルドカードは、どのカードの攻撃にも勝ち、ワイルドカードの攻撃には、どのカードでも勝てる。